# Metaldeído

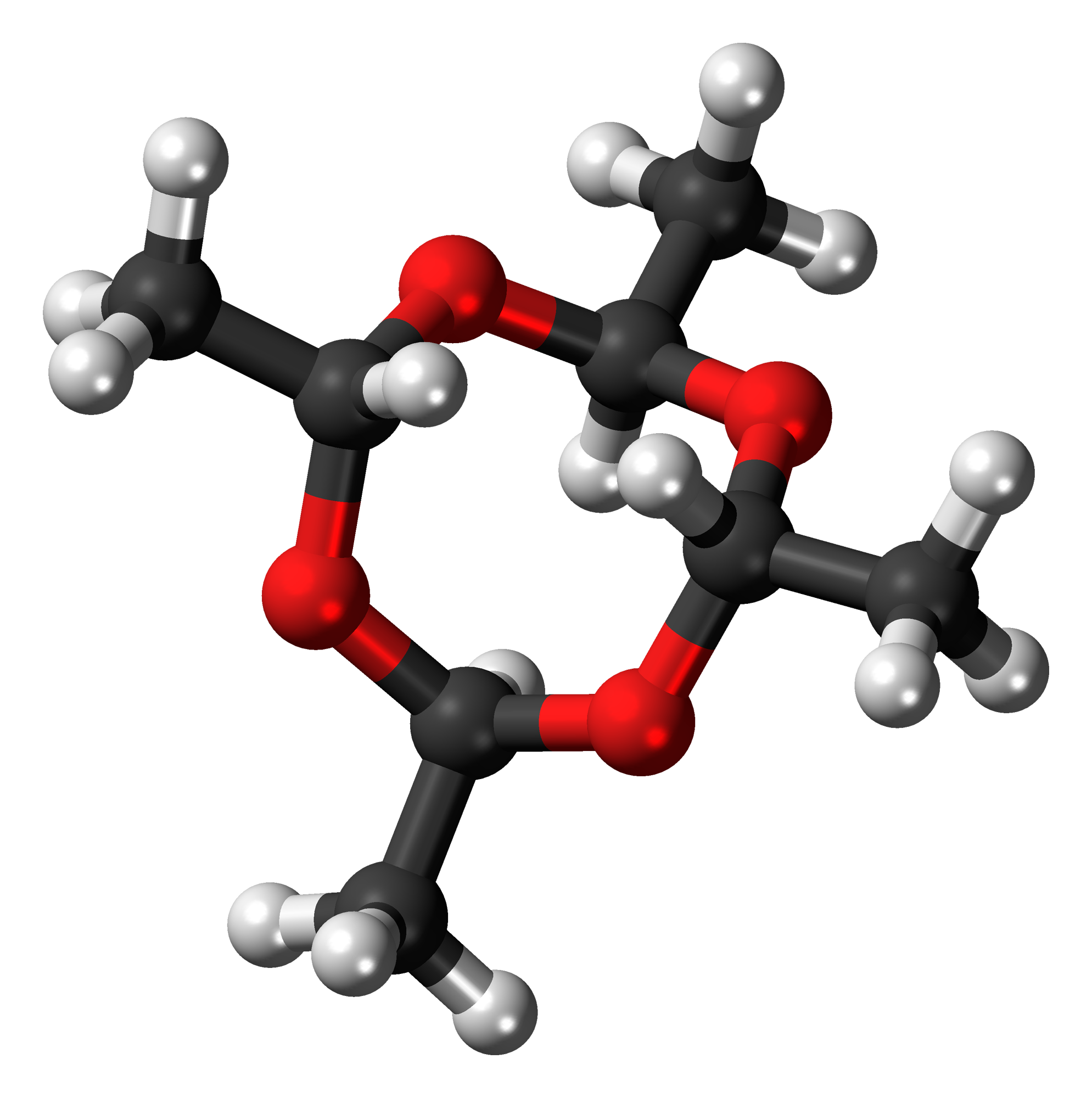
Metaldeído

Metaldeído é um composto orgânico com fórmula (CH3CHO)4. É usado de forma frequente como pesticida contra lesmas, caracóis e outros gastrópode. É o tetrâmero cíclico do acetaldeído.